# Juncus bolanderi
Juncus bolanderi là một loài thực vật có hoa trong họ Juncaceae. Loài này được Engelm. mô tả khoa học đầu tiên năm 1868.